# Курвальден
Курвальден (нім. Churwalden) — громада  в Швейцарії в кантоні Граубюнден, регіон Плессур.

## Географія
Громада розташована на відстані близько 165 км на схід від Берна, 8 км на південь від Кура.
Курвальден має площу 48,5 км², з яких на 3,7% дозволяється будівництво (житлове та будівництво доріг), 43,8% використовуються в сільськогосподарських цілях, 39,7% зайнято лісами, 12,8% не є продуктивними (річки, льодовики або гори).

## Демографія
2019 року в громаді мешкало 1912 осіб (-10,7% порівняно з 2010 роком), іноземців було 18,8%. Густота населення становила 39 осіб/км².
За віковим діапазоном населення розподілялося таким чином: 16,2% — особи молодші 20 років, 63,7% — особи у віці 20—64 років, 20,1% — особи у віці 65 років та старші. Було 909 помешкань (у середньому 2 особи в помешканні).
Із загальної кількості 1050 працюючих 98 було зайнятих в первинному секторі, 243 — в обробній промисловості, 709 — в галузі послуг.